# 并发面向对象编程
并发面向对象编程是一种编程范式，它将面向对象编程（OOP）和并发性结合了起来。尽管很多编程语言，比如Java语言，将OOP结合于并发机制比如线程；而术语“并发面向对象编程”，主要指称的是其中对象自身是并发性的本原（primitive）的系统，比如将对象结合于演员模型的时候。